# Quatre études pour piano de Prokofiev
Pour les articles homonymes, voir Quatre études pour piano.
Les Quatre Études opus 2 est un cycle de quatre pièces pour piano de Serge Prokofiev composé alors qu'il était élève du conservatoire de Saint-Pétersbourg.

## Analyse de l'œuvre
1. Allegro (ré mineur)
2. Moderato (mi mineur)
3. Andante Semplice (ut mineur)
4. Presto energico (ut mineur)